# 圣热内莱尔
圣热内莱尔（法語：Saint-Genest-Lerpt，法語發音：[sɛ̃ ʒənɛ lɛʁ]）是法国卢瓦尔省的一个市镇，位于该省南部，属于圣艾蒂安区。圣艾蒂安地方电视台（TL7）总部位于其境内。

## 地理
圣热内莱尔（45°26'46"N, 4°20'12"E）面积12.68 平方千米，位于法国奥弗涅-罗讷-阿尔卑斯大区卢瓦尔省，该省份为法国中南部省份，北起顺时针与索恩-卢瓦尔省、罗讷省、伊泽尔省、阿尔代什省、上盧瓦爾省、多姆山省和阿列省接壤。
与圣热内莱尔接壤的市镇（或旧市镇、城区）包括：维拉尔、拉富尤斯、罗什拉莫利耶尔、圣艾蒂安、圣瑞斯特-圣朗贝尔。

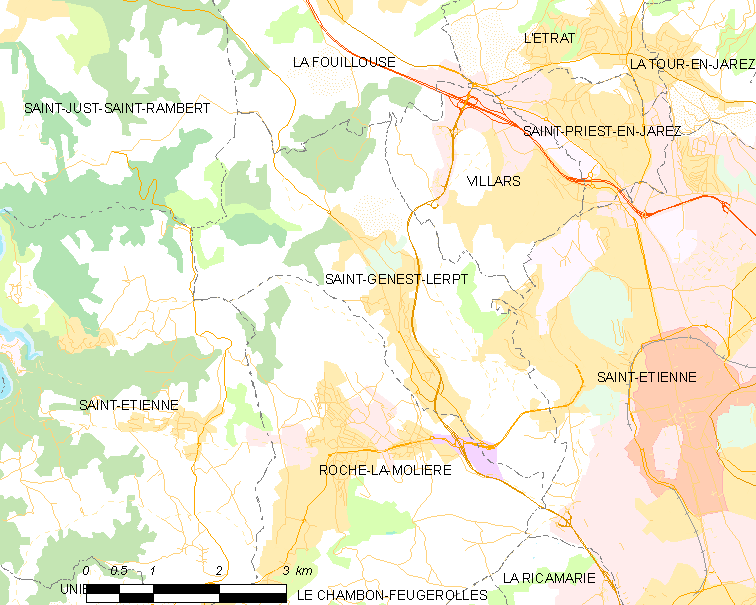
圣热内莱尔的OSM定位图

圣热内莱尔的时区为UTC+01:00、UTC+02:00（夏令时）。

## 行政
圣热内莱尔的邮政编码为42530，INSEE市镇编码为42223。

## 政治
圣热内莱尔所属的省级选区为圣艾蒂安第三县。

## 人口

1962-2008年间圣热内莱尔人口变化图示

圣热内莱尔于2022年1月1日时的人口数量为6182人。